# Haldor Ferdinand Jørgensen
Haldor Ferdinand Jørgensen (* 4. Dezember 1831 in Kopenhagen; † 1. April 1904 ebenda) war ein dänischer Hochschullehrer, Pastor und Übersetzer.

## Leben
Haldor Ferdinand Jørgensen war der Sohn des Politikers Otto Frederik Christian Jørgensen (1808–1858) und seiner Frau Charlotte Christine Emilie Tøxen (1810–1856). Er besuchte bis 1851 die Metropolitanskolen und studierte anschließend Theologie. Er schloss das Studium am 22. Januar 1855 ab, wurde am 28. März zum Missionar und Seminariumslehrer in Nuuk ernannt und am 25. April ordiniert. Zwei Tage später heiratete er in Kopenhagen Ida Emilie Augusta Preisler (1837–1906), Tochter des Hofbesitzers Georg Sophus Preisler (1791–1863) und seiner Frau Susanne „Sanne“ Michaeline Marie Dantzer (1800–1894). Aus der Ehe ging unter anderem der Sohn Herjulf Carl Georg Jørgensen (1856–1911) hervor.
Bei Carl Janssen lehrte er Grönländisch und als dieser Grönland 1857 verließ, wurde Jørgensen an seiner statt Leiter von Grønlands Seminarium. 1859 stellte er Samuel Kleinschmidt am Seminarium an und beide arbeiteten gemeinsam an der Weiterentwicklung der Grönländischen Sprache. 1866/67 verbrachte er ein Jahr in Dänemark.
Wegen der schlechten Gesundheit seiner Frau kehrte Jørgensen 1869 nach Dänemark zurück, wo er Grönländischlektor wurde, was er bis zu seinem Tod blieb. Nebenher wurde er 1872 zum Pastor im Førslev Sogn ernannt. 1881 wechselte er ins Havdrup Sogn und Solrød Sogn. 1902 wurde er pensioniert. Seit 1877 war er zudem Grönlandberater des Kultusministeriums.
Haldor Ferdinand Jørgensen übersetzte ein Lehrbuch von Carl Frederik Balslev, gab das Wörterbuch von Kleinschmidt, ein überarbeitetes grönländisches Psalmenbuch, ein Ritual und ein Altarbuch heraus. Seine bedeutendste Arbeit war jedoch die überarbeitete Übersetzung der Bibel, die er zusammen mit Jacob Kjer und Christian Rasmussen vornahm. 1893 wurde das Neue Testament und 1900 die ganze Bibel fertiggestellt.
Am 5. April 1895 wurde er zum Ritter des Dannebrogordens ernannt. Er starb 1904 im Alter von 74 Jahren in seiner Heimatstadt.